# Secretaría de Inteligencia Estratégica de Estado
La Secretaría de Inteligencia Estratégica de Estado (SIEE) es un organismo de asesoramiento del Poder Ejecutivo de la República Oriental del Uruguay, en materia de inteligencia, otorgando información a fin de apoyar la toma de decisiones estratégicas respecto a la seguridad nacional. Su actual director es Mario Layera.

## Historia
La Secretaría de Inteligencia Estratégica de Estado fue creada por el Artículo 10 de la Ley 19.696 del 29 de octubre de 2018. La misma creó el Sistema Nacional de Inteligencia de Estado (SNIE), que está integrado tanto por la SIEE como por los diferentes órganos de los ministerios del Interior, Defensa, Relaciones Exteriores y Economía y Finanzas, que llevan a cabo actividades de inteligencia y contrainteligencia.
Anteriormente existía la figura del Coordinador de los Servicios de Inteligencia del Estado, creada por la Ley 17.930 del 19 de diciembre de 2005, que dependía directamente del Presidente.

## Funciones
Las competencias de la Secretaría de Inteligencia Estratégica de Estado se encuentran reguladas en el Artículo 11 de la Ley 19.696.
1. Formular el Plan Nacional de Inteligencia, para conocimiento y aprobación del Poder Ejecutivo.
2. Diseñar y ejecutar los programas y presupuestos de Inteligencia inscriptos en el Plan Nacional de Inteligencia.
3. Dirigir técnicamente el funcionamiento del Sistema Nacional de Inteligencia de Estado.
4. Procesar la información proporcionada por los órganos integrantes del Sistema Nacional de Inteligencia de Estado, en los ámbitos nacional e internacional, con el fin de producir inteligencia estratégica de Estado.
5. Conducir el relacionamiento con los organismos de inteligencia estratégica de otros Estados.
6. Formular normas y procedimientos estandarizados comunes para todos los órganos del Sistema Nacional de Inteligencia de Estado.
7. Disponer la aplicación de medidas de inteligencia y contrainteligencia, con el objeto de detectar y enfrentar las amenazas definidas por la política de Defensa Nacional, así como tras amenazas al Estado.
8. Presentar informes, particularmente el Informe Anual de Actividades de Inteligencia, así como informes periódicos regulares.

## Director de la Secretaría de Inteligencia

### Cargo
El Director de la Secretaría de Inteligencia Estratégica de Estado es designado y cesado por el Presidente de la República en acuerdo con los Ministros del Interior, de Defensa Nacional, de Relaciones Exteriores y de Economía y Finanzas. Debe contar, a su vez, con venia de la Cámara de Senadores, según lo establecido en el Artículo 187 de la Constitución de la República. Puede desempeñarse en el cargo por un plazo máximo de seis años consecutivos, debiendo transcurrir tres años desde la finalización de sus funciones para poder ser nombrado nuevamente.
Mientras se desempeñe en el cargo, el director de la SIEE no puede realizar ninguna otra actividad, salvo el ejercicio de la docencia directa en instituciones universitarias o de estudios superiores, públicos o privados, según lo dispuesto en el Artículo 14 de la Ley 19 696.

### Titulares
| No. | Nombre              | Mandato            | Mandato            | Presidente       |
| --- | ------------------- | ------------------ | ------------------ | ---------------- |
| 1   | Washington Martínez | 13 de mayo de 2019 | 1 de marzo de 2020 | Tabaré Vázquez   |
| 2   | Álvaro Garcé        | 3 de marzo de 2020 | 7 de abril de 2025 | Luis Lacalle Pou |
| 3   | Mario Layera        | 8 de abril de 2025 | Actualidad         | Yamandú Orsi     |